# Snowboard Kids
Snowboard Kids, japanisch Snobow Kids (jap. スノボキッズ, Sunobo Kizzu), ist ein Snowboard-Rennspiel für den Nintendo 64. Es wurde von Racdym entwickelt und von Atlus veröffentlicht. Im Spiel steuert man einen kindlichen Snowboarder seiner Wahl über mehrere unterschiedliche Pisten.

## Setting
Als Rahmenhandlung dient ein privater Wettkampf zwischen den Kindern, aus denen sich die Boarder-Riege zusammensetzt, um den besten Fahrer zu bestimmen.

## Spielmechanik
Zusätzlich zur gewöhnlichen Spielmechanik eines Snowboardspiels fügt Snowboard Kids Schüsse (spezielle Waffen, die dazu benutzt werden, andere Spieler anzugreifen) hinzu, und Gegenstände, die dem Spieler helfen können, andere Spieler behindern, oder beides.
Das Spiel hat neun Hauptstrecken. Nur manche der Strecken bestehen aus schneebedeckten Gebirgslandschaften, andere Kurse führen durch einen Freizeitpark, eine Wüste, ein gewaltiges Tal, einen dunklen Highway, und ein japanisches Dorf während der Kirschblüte.

## Items
Items (Gegenstände, die durch Durchfahren einer Box auf der Strecke gegen einen Preis von 100 Münzen erworben werden können) werden in der Regel dazu verwendet, Mitspieler zu behindern oder sich einen Vorteil zu verschaffen. So können die Spielfiguren etwa Eisgeschosse abfeuern, die ihr Ziel kurzfristig einfrieren und zum Halt bringen; eine Maus kann von allen anderen Rennfahrern Geld stehlen und der eigenen Spielfigur überlassen; ein Propeller verschafft der Spielfigur befristet ein erhöhtes Fahrtempo.